# And Winter Came…
And Winter Came… ist das siebte Studioalbum von Enya. Es wurde am 7. November 2008 durch Warner Music veröffentlicht.

## Hintergrund und Entstehung
Im Zentrum von And Winter Came… steht die namensgebende Winter- bzw. Weihnachtsthematik. Das Titelstück And Winter Came... ist eine überarbeitete Version des Songs Midnight Blue aus dem Jahr 2001, der im gleichen Jahr als B-Seite der Single Wild Child veröffentlicht worden war. Am 18. September 2008 wurde auf der offiziellen Webseite Trains and Winter Rains als offizielle erste Single des Albums bekanntgegeben. Neben zehn englischsprachigen Stücken sind das irische Oíche Chiúin (Stille Nacht, heilige Nacht) und Oh Come, Oh Come Emmanuel in English und Latein enthalten. Oíche Chiúin ist eine Wiederaufnahme, der Song wurde von Enya 1988 bereits als B-Seite der Single Evening Falls veröffentlicht. Es wurden allerdings von diesem Album keine physischen, sondern nur Download-Singles ausgekoppelt.
Die Aufnahmen zu And Winter Came… erstreckten sich im Zeitraum von 2006 bis 2008 und entstanden in den Aigle Studios des Produzenten Nicky Ryan, mit dem Enya schon seit vielen Jahren zusammengearbeitet hatte. Das Cover gestaltete das Grafikstudio Stylorouge.

## Titelliste
1. And Winter Came… – 3:15
2. Journey of the Angels – 4:47
3. White Is in the Winter Night – 3:00
4. O come, O come, Emmanuel (trad.) – 3:40
5. Trains and Winter Rains – 3:44
6. Dreams Are More Precious – 4:25
7. Last Time by Moonlight – 3:57
8. One Toy Soldier – 3:54
9. Stars and Midnight Blue – 3:08
10. The Spirit of Christmas Past – 4:18
11. My! My! Time Flies! – 3:02
12. Oíche Chiúin (Chorale) (Enya/trad.) – 3:49

Wenn nicht anders gekennzeichnet wurden die Titel von Enya und Texterin Roma Ryan geschrieben.
Bonustitel
1. Miraculum[2]

## Rezensionen
Bei Allmusic erhielt das Album drei von fünf Sternen. Allmusic-Kritiker James Christopher Monger ist der Ansicht, dass And Winter Came in seiner Liedorientierung und Subtilität eine Ausnahme in Enyas Werk darstelle und hierin dem Vorgängeralbum Amarantine folge.

## Kommerzieller Erfolg

### Chartplatzierungen
| Periode   | Höchstplatzierung, GesamtwochenChartplatzierungen (Periode, Platzierungen, Wochen) | Höchstplatzierung, GesamtwochenChartplatzierungen (Periode, Platzierungen, Wochen) | Höchstplatzierung, GesamtwochenChartplatzierungen (Periode, Platzierungen, Wochen) | Höchstplatzierung, GesamtwochenChartplatzierungen (Periode, Platzierungen, Wochen) | Höchstplatzierung, GesamtwochenChartplatzierungen (Periode, Platzierungen, Wochen) | Höchstplatzierung, GesamtwochenChartplatzierungen (Periode, Platzierungen, Wochen) |
| Periode   | DE                                                                                 | AT                                                                                 | CH                                                                                 | UK                                                                                 | US                                                                                 | IE                                                                                 |
| --------- | ---------------------------------------------------------------------------------- | ---------------------------------------------------------------------------------- | ---------------------------------------------------------------------------------- | ---------------------------------------------------------------------------------- | ---------------------------------------------------------------------------------- | ---------------------------------------------------------------------------------- |
| 2008/09   | DE3 (21 Wo.)DE                                                                     | AT6 (17 Wo.)AT                                                                     | CH3 (19 Wo.)CH                                                                     | UK6 (14 Wo.)UK                                                                     | US8 (16 Wo.)US                                                                     | IE13 (14 Wo.)IE                                                                    |
| 2009/10   | —                                                                                  | —                                                                                  | —                                                                                  | —                                                                                  | US57 (6 Wo.)US                                                                     | —                                                                                  |
| 2010/11   | —                                                                                  | —                                                                                  | —                                                                                  | —                                                                                  | US170 (3 Wo.)US                                                                    | —                                                                                  |
| 2011/12   | —                                                                                  | —                                                                                  | —                                                                                  | —                                                                                  | US173 (4 Wo.)US                                                                    | —                                                                                  |
| Insgesamt | DE3 (21 Wo.)DE                                                                     | AT6 (17 Wo.)AT                                                                     | CH3 (19 Wo.)CH                                                                     | UK6 (14 Wo.)UK                                                                     | US8 (29 Wo.)US                                                                     | IE13 (14 Wo.)IE                                                                    |

| ChartsJahrescharts (2008)    | Platzierung |
| ---------------------------- | ----------- |
| Deutschland (GfK)            | 66          |
| Schweiz (IFPI)               | 24          |
| Vereinigtes Königreich (OCC) | 64          |

| ChartsJahrescharts (2009)      | Platzierung |
| ------------------------------ | ----------- |
| Deutschland (GfK)              | 80          |
| Österreich (Ö3)                | 46          |
| Schweiz (IFPI)                 | 36          |
| Vereinigte Staaten (Billboard) | 56          |

### Auszeichnungen für Musikverkäufe
| Land/Region                  | Auszeichnungen für Musikverkäufe (Land/Region, Auszeichnung, Verkäufe) | Verkäufe  |
| ---------------------------- | ---------------------------------------------------------------------- | --------- |
| Australien (ARIA)            | Platin                                                                 | 70.000    |
| Belgien (BRMA)               | Platin                                                                 | (30.000)  |
| Dänemark (IFPI)              | Gold                                                                   | (15.000)  |
| Deutschland (BVMI)           | 3× Gold                                                                | (300.000) |
| Europa (IFPI)                | Platin                                                                 | 1.000.000 |
| Frankreich (SNEP)            | Gold                                                                   | (75.000)  |
| Irland (IRMA)                | Platin                                                                 | (15.000)  |
| Japan (RIAJ)                 | Gold                                                                   | 100.000   |
| Neuseeland (RMNZ)            | Platin                                                                 | 15.000    |
| Österreich (IFPI)            | Gold                                                                   | (10.000)  |
| Russland (NFPF)              | Gold                                                                   | (10.000)  |
| Schweden (IFPI)              | Gold                                                                   | (20.000)  |
| Schweiz (IFPI)               | Platin                                                                 | (30.000)  |
| Spanien (Promusicae)         | Gold                                                                   | (40.000)  |
| Vereinigte Staaten (RIAA)    | Gold                                                                   | 838.000   |
| Vereinigtes Königreich (BPI) | Gold                                                                   | (258.000) |
| Insgesamt                    | 10× Gold · 7× Platin ·                                                 | 2.023.000 |

Hauptartikel: Enya/Auszeichnungen für Musikverkäufe